# Hyphydrus aubei
Hyphydrus aubei é uma espécie de insetos coleópteros pertencente à família Dytiscidae.
A autoridade científica da espécie é Ganglbauer, tendo sido descrita no ano de 1892.
Trata-se de uma espécie presente no território português.